# Tibor Kalman
Tibor Kalman, en hongarès Kálmán Tibor (Budapest, 6 de juliol de 1949 - Puerto Rico, 2 de maig del 1999), fou un dissenyador gràfic nord-americà d'origen hongarès, redactor en cap de la revista Colors.

## Primers anys
Va néixer a Budapest, però va emigrar als Estats Units d'Amèrica amb la seva família el 1956. Es van establir a Poughkeepsie, Nova York. Va estudiar periodisme a la Universitat de Nova York, carrera que va abandonar al cap d'un any.

## Carrera
A la dècada de 1970, va treballar a la petita llibreria de Nova York que es va convertir en Barnes & Noble, en la qual més tard va esdevenir cap del departament d'interiorisme. El 1979, va fundar, juntament amb Carol Bokuniewicz i Liz Trovato, una empresa anomenada M & Co., que tenia una àmplia clientela, inclosa la banda Talking Heads. Kalman també va treballar com a director creatiu de la revista Interview a principis dels anys noranta.
El 1990, es va convertir en l'editor en cap i fundador de la revista Colors, patrocinada per Benetton. El 1993 va tancar la seva empresa M & Co. i es va traslladar a Roma per treballar en exclusiva per a aquesta revista. Els temes principals Colors són la multiculturalitat i la consciència global, retratats mitjançant un disseny gràfic atrevit, una tipografia agosarada i una imatge manipulada, amb figures significatives com el papa o la reina Isabel, però fotografiades com si fossin minories racials.

## Darrers dies
Kalman va ser la principal força creativa darrere de la revista Colors fins que va abandonar-la el 1995 a causa d'un càncer de pell i es va traslladar de nou a Nova York. El 1997, va reobrir M & Co., empresa en què va treballar fins a la mort. Va morir a Puerto Rico el 1999, poc abans de l'obertura de Tiboricity, una exposició retrospectiva de les seves obres gràfiques, organitzada pel Museu d'Art Modern de San Francisco. El 1999 Princeton Architectural Press va publicar un llibre sobre la seva obra amb el títol Tibor Kalman: Perverse Optimist.

## Vida privada
Casat des de 1981, la seva dona és la il·lustradora i autora nord-americana d'origen israelià Maira Kalman.

## Influència
La influència de M&Co. encara ara és significativa gràcies a Tibor Kalman i altres dissenyadors com són Stefan Sagmeister, Stephen Doyle, Alexander Isley, Scott Stowell, Emily Oberman, amb els quals Kalman va compartir projectes. Tots ells, després de la mort de Kalman, van continuar treballant als seus respectius estudis de disseny de Nova York. Kalman va ser membre de l'Alliance Graphique Internationale (AGI) i un dels signants de First Things First 2000.Plantilla:Jegyzetek